# Para hokej
Para hokej (anglicky para ice hockey), do roku 2016 sledge hokej (anglicky sledge ice hockey), je sport, který je příbuzný lednímu hokeji, ale je určen pro handicapované hráče. Pravidla para hokeje jsou téměř stejná jako pravidla ledního.

## Charakteristika
Para hokej je určen pro hráče, kteří mají postižení v dolní části těla. Jejich postižení musí být klasifikováno odbornou osobou a uznáno v souladu s pravidly. 
Hráči jsou upnutí do speciální ocelových saní se dvěma noži a plastovým sedákem a pohybují se pomocí dvou krátkých hokejek, které mají na jednom konci ocelové hroty a na druhém čepel, díky které ovládají puk. Brankář je také usazen na saních, má ale pouze jednu hokejku, chránič nohou (tzv. beton nebo chrániče holení), lapačku a vyrážečku. 
Počet hráčů na ledě je stejný jako u ledního hokeje, tedy 5 hráčů plus brankář. Maximální počet hráčů v jednom družstvu je omezen na 15 (13 hráčů a 2 brankáři).
Hraje se na ledové ploše stejné jako pro klasický lední hokej. Mantinely před střídačkou a trestnou lavicí musí být průhledné, aby hráči mohli sledovat hru i když zrovna nejsou na ledě.
Rozdílná je základní hrací doba, která činí 45 minut (3 třetiny po 15 minutách), odlišnosti najdeme také v povinné výstroji (helma s celoobličejovým krytem a chránič krku), Specificky jsou upravena také pravidla pro některé nedovolené zákroky.

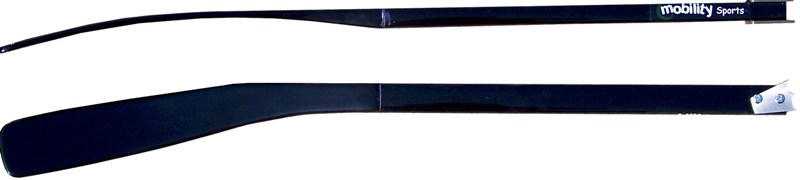
Parahokejové hokejky

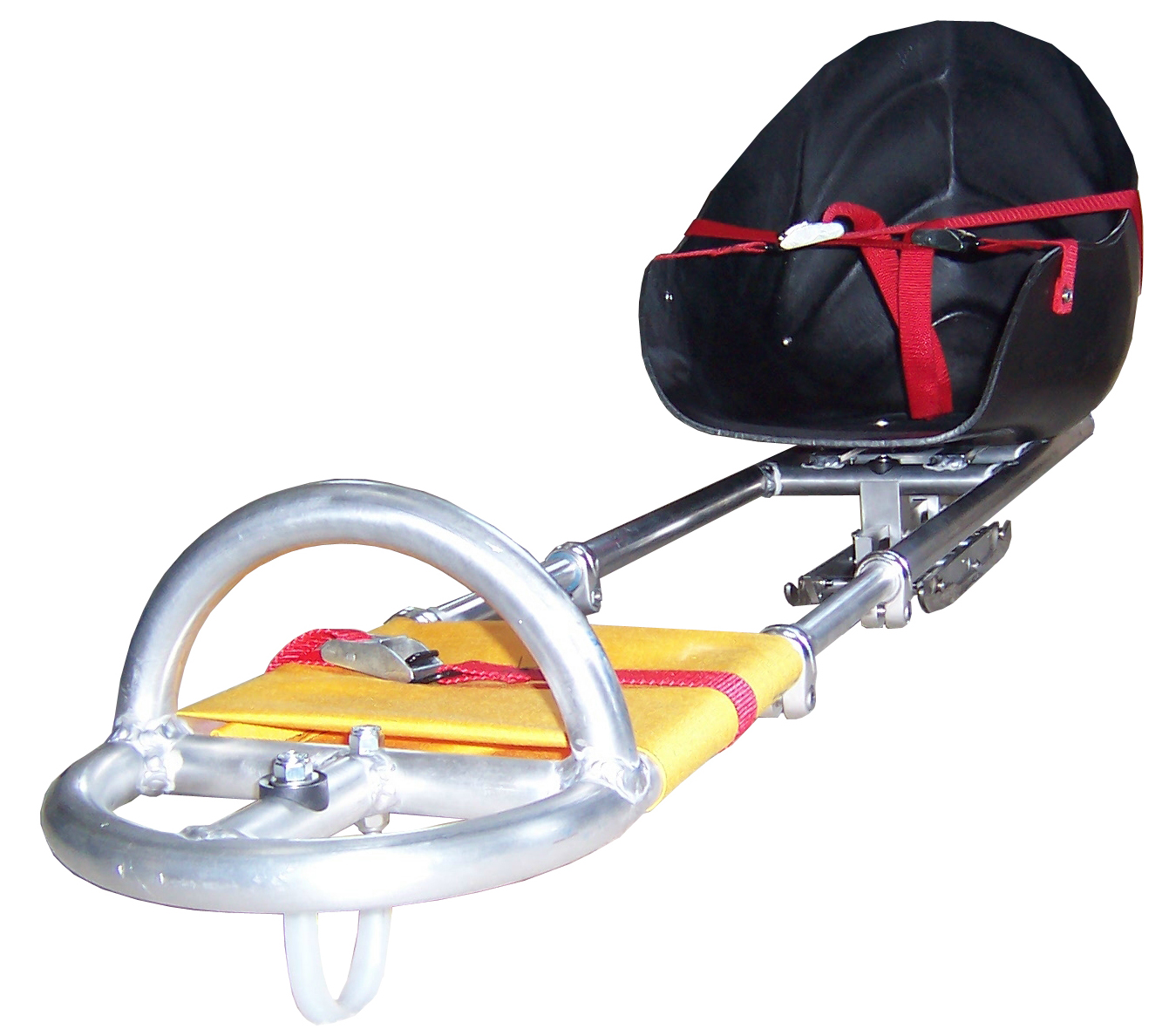
Parahokejové saně

## Vznik a vývoj
Vznik para hokeje se datuje do 60. let 20. století, kdy skupina pacientů z rehabilitačního centra ve Stockholmu vymyslela, jak hrát hokej i přes svůj handicap. Navrhli první sáně a hokejky a již v roce 1969 se uskutečnilo první mezinárodní utkání mezi Norskem a Švédskem. 
První para hokejová liga vznikla v Evropě v 70. letech a účastnilo se jí 5 týmů. V 80. letech se přidala Velká Británie a Kanada a v 90. letech USA, Estonsko a Japonsko. 
V roce 1994 se para hokej poprvé představil na Zimních paralympijských hrách v Lillehammeru v Norsku. Od té doby se stal jedním z nejsledovanějších sportů na zimních paralympijských hrách.

## Para hokej v Česku

### Vývoj
Průkopníkem para hokeje v Česku je Roman Herink – vozíčkář, který si tohoto sportu všiml na paralympiádě v Naganu. Para hokej ho zaujal natolik, že se spolu s Martinem Kudláčkem z Univerzity Palackého v Olomouci od roku 2000 věnovali rozvoji para hokeje. Tato dvojce byla jedním z klíčových článků při organizaci ME ve Zlíně roku 2005. Za vrchol Herinkovy profesní kariéry je považováno uspořádání MS 2009 v Ostravě, na kterém se podílel z postu předsedy organizačního výboru.

#### Mistrovství Evropy 2005
Prvním para hokejovým turnajem, který byl uspořádán v Česku a zároveň prvním turnajem, kterého se Česká para hokejová reprezentace zúčastnilo bylo domácí ME 2005 konané ve Zlíně. Turnaj ovládlo Švédsko, Česká reprezentace v konkurenci 6 mužstev obsadila konečné 4. místo.

#### Mistrovství světa 2009
V roce 2009 Česká republika uspořádala v Ostravě první mistrovství světa na svém území. Mistrem světa se staly Američané, česká reprezentace se díky 5. místu kvalifikovala na své první paralympijské hry.

#### Mistrovství světa 2019
V roce 2019 se po desetileté odmlce para hokejové MS vrátilo do Ostravy. I druhé ostravské MS ovládli Američané, Češi 4. místem vyrovnali svůj doposud nejlepší výsledek na MS.
Tento šampionát zapříčinil parahokejový boom v České republice. Turnaj celkově navštívilo 64 748 diváků, Ostravar Arénu se dokonce podařilo dvakrát vyprodat, když na semifinále (ČR proti USA) a na utkání o bronz (ČR proti Jižní Koreji) přišlo shodně 8 600 diváků.

#### Mistrovství světa 2021
Doposud poslední MS se v ČR konalo v roce 2021. Turnaj poznamenaný pandemií covidu vyhrál výběr USA, Češi v souboji o 5. místo porazili Nory 2:1.

### Česká para hokejová reprezentace
Česká para hokejová reprezentace vznikla v roce 2003. Prvního mistrovství světa se zúčastnila v roce 2008 (turnaj "B"), v "A" skupině se poprvé představila, o rok později, v Ostravě 2009. Paralympiády se poprvé účastnila roku 2010. Kapitánem národního týmu je Radek Zelinka, hlavním trenérem Jakub Novotný. Největšími úspěchy reprezentace je bronzová medaile z MS 2023 a její obhajoba o rok později.

### Česká para hokejová liga
První para hokejový tým v Česku byl založen roku 1999 ve Zlíně. V roce 2002 byly založeny týmy v Kolíně a Olomouci. V témže roce vznikl také předchůdce české para hokejové ligy s názvem Český pohár, jehož vítězem se stal tým Sedící Medvědi Zlín.
O rok později, v sezóně 2003/2004, byla založena Česká para hokejová liga. Nejúspěšnějším týmem soutěže jsou Karlovy Vary s 8 tituly.